# Gustav Adolf Fischer
Gustav Adolf Fischer, född den 3 mars 1848 i Barmen, död den 11 november 1886 i Berlin, var en tysk upptäcktsresande i Afrika.
Efter att ha slutfört sina studier vid olika tyska universitet reste Fischer 1876 till Östafrika och företog där tillsammans med Clemens Denhardt resor till Tana-området, varefter han fram till 1882 bodde på ön Zanzibar. Samma år företog han med understöd av det geografiska sällskapet i Hamburg en resa till Massajland, och trängde fram till Naivashasjön.
Efter att ha återvänt till Tyskland företog han en resa till det inre av Afrika för att ge Emin Pascha, Gaetano Casati och Wilhelm Junker undsättning. Denna resa bekostades av Junkers bror, som bodde i Petrograd. När Fischer kom till Victoriasjön såg han sig emellertid nödd till att vända tillbaka till östkusten.
Fischer har skrivit Mehr Licht im dunklen Weltteil (1885).